# Paolo Legrenzi
Paolo Legrenzi (Venezia, 27 luglio 1942) è uno psicologo italiano, noto a livello internazionale nel campo della psicologia cognitiva.

## Biografia
Si laurea il 5 luglio 1967 nell'ateneo di Padova, avendo come docente Paolo Bozzi. Prosegue il suo perfezionamento con Peter Wason e Philip Johnson-Laird, pionieri nel campo della psicologia del pensiero. Nel 1974 è ordinario presso l'Università di Trieste, dal 1988 al 1990 ha una cattedra all'Università di Ginevra, in seguito è Honorary visiting professor all'University College di Londra e visiting professor all'Università di Princeton. È membro dell'Istituto Veneto di Scienze, Lettere ed Arti, dell'Association for Psychological Science, dell'Associazione il Mulino e del nucleo di valutazione dell'Università di Aix-Marseille e titolare dell’Istituto Universitario di Francia per il 2008-2010.Presidente del nucleo di valutazione della Scuola S. Anna di Pisa dal 1990 al 1998 e, nello stesso periodo, presidente del comitato ordinatore al San Raffaele di Milano, è professore emerito di psicologia dell'Università Ca' Foscari di Venezia. È presidente del centro di ricerca LUISS X.ITE. Negli anni scrive per i tipi di Laterza, il Mulino e Raffaello Cortina, Giunti e Solferino e per i quotidiani Corriere della Sera, Gazzettino, Repubblica, Sole24Ore.  Nel 2017 ha vinto insieme a Carlo Umiltà il Premio Sante de Sanctis con il saggio "Una cosa alla volta" (Mulino).  È stato membro della Commissione per l’Etica della Ricerca e la Bioetica del CNR.

## Opere
- 1998 La felicità, Il Mulino (trad.), ISBN 978-88-15-06310-6.
- 1998 Come funziona la mente, Laterza (trad.), ISBN 978-88-420-8816-5.
- 1999 Psicologia del pensiero (con Vittorio Girotto), Il Mulino, ISBN 9788815068842
- 2001 L'euro in tasca, la lira nella mente e altre storie, Il Mulino (trad.), ISBN 88-15-08484-3.
- 2002/2010 Prima lezione di Scienze Cognitive, Laterza (trad.), ISBN 88-420-9460-9.
- 2005, Psicologia e management. Le basi cognitive delle scienze manageriali, (a cura di), (con Emanuele Arielli), Il Sole24Ore, ISBN 88-8363-730-5.
- 2006 Psicologia e investimenti finanziari, Il Sole24ore, ISBN 88-8363-801-8.
- 2007 Creatività e innovazione, Il Mulino (trad.), ISBN 88-15-09858-5.
- 2008 Come funziona la mente, Laterza (trad.), ISBN 88-420-8816-1.
- 2009 Neuro-mania (con Carlo Umiltà), il Mulino (trad.), ISBN 88-15-13071-3.
- 2009/2011 Psicologia generale (con Luigi Maria Anolli), Il Mulino, ISBN 88-15-23471-3.
- 2010 La Fantasia i nostri mondi paralleli, il Mulino, ISBN 88-15-13695-9
- 2010 Non occore essere stupidi per fare sciocchezze, il Mulino, ISBN 978-88-15-13774-6
- 2012 I soldi in testa, Laterza, ISBN 88-420-6279-0.
- 2013 Perché gestiamo male i nostri risparmi, Il Mulino, ISBN 88-15-24527-8.
- 2014 Perché abbiamo bisogno dell'anima (con Carlo Umiltà), Il Mulino, ISBN 88-15-25359-9.
- 2014 Frugalità, Il Mulino, ISBN 88-15-24797-1.
- 2015 6 esercizi facili per allenare la mente, Raffaello Cortina, ISBN 88-6030-735-X.
- 2015 La buona logica (con Armando Massarenti), Raffaello Cortina, ISBN 978-88-6030-785-9.
- 2016 La mente, Il Mulino, ISBN 978-88-15-26403-9
- 2016 L'economia nella mente (con Armando Massarenti), Raffaello Cortina, ISBN 97-88-86030-835-1
- 2016 Una cosa alla volta (con Carlo Umiltà), Il Mulino, ISBN 97-88-81526-645-3
- 2017 Regole e caso, Il Mulino, ISBN 97-88-815-27-369-7
- 2018 La consulenza finanziaria, Il Mulino, ISBN 978-88-15-27924-8
- 2018 Molti inconsci per un cervello, Il Mulino, ISBN 978-88-15-27952-1
- 2019 Storia della psicologia, 6ª edizione, Il Mulino, ISBN 8815280375
- 2019 Guida razionale per elettori emotivi (con Nicola Barone), Luiss University Press, ISBN 978-8861054271
- 2019 A tu per tu con le nostre paure, Il Mulino, ISBN 88-15-28517-2
- 2020 L’Alfabeto dei soldi, Guerini Next, ISBN 9788868963071
- 2020 Si fa presto a dire psicologia (con Alessandra Jacomuzzi), Il Mulino, ISBN 8815286632
- 2020 Paura, panico, contagio, Giunti, ISBN 9788809902923
- 2021 Ricchi per la vita (con Leopoldo Gasbarro), Sperling&Kupfer, ISBN 978-8820071707
- 2021 Oltre il tempo presente, Guerini Next, ISBN 978-8868963934
- 2021 Psicologia per le scuole secondarie, (con Rino Rumiati), Mondadori Scuola, ISBN 979-1220401173
- 2021 Fondamenti di Psicologia Generale, (con Alessandra Jacomuzzi), Il Mulino, ISBN 978-8815293626
- 2022 Quando meno diventa più. La storia culturale e le buon pratiche della sottrazione, Raffaello Cortina, ISBN 978-8832854107
- 2023 Il sapere come mestiere. La fiducia nei risultati e nella scienza, (con Carlo Umiltà), Il Mulino, ISBN 9788815386274
- 2023 Le cose non sono come sembrano. Perché la vita è meglio di come la immaginiamo, Solferino, ISBN 9788828212645
- 2024 L'intelligenza del futuro. Perché gli algoritmi non ci sostituiranno, Mondadori, ISBN 9788804783060